# Ill (Rakousko)
Ill je řeka v rakouské spolkové zemi Vorarlbersko. Vlévá se do Alpského Rýna. Je dlouhá 72 kilometrů.
Pramení v pohoří Silvretta v nadmořské výšce 2240 metrů. Hlavním zdrojem vody je Ochsentalský ledovec. Ill protéká údolím Montafon a městem Feldkirch. V místě zvaném Illspitz nedaleko Meiningenu se vlévá do Rýna.
Název pochází z keltského slova ilara (spěchající).
Řeka je využívána k výrobě elektrické energie. První elektrárna byla uvedena do provozu v roce 1906.